# Phineas and Ferb the Movie: Dwars door de 2de dimensie
Phineas and Ferb: Dwars door de 2de dimensie (originele titel Phineas and Ferb The Movie: Across the 2nd Dimension, ook bekend als Phineas and Ferb: Across the 2nd Dimension in Fabulous 2D) is een Amerikaanse Disney Channel Original Movie, gebaseerd op de televisieserie Phineas en Ferb. De film kwam in de Verenigde Staten uit op 5 augustus 2011.
De film werd voor het eerst aangekondigd door Jeff "Swampy" Marsh in een interview met The Daily Telegraph. Het is de eerste Phineas en Ferb-film, en de derde getekende film van Disney Channel Original Movie; de andere waren Kim Possible: So the Drama, en The Proud Family Movie.
De Amerikaanse gitarist Slash nam speciaal voor deze film samen met Phineas en Ferb een clip op.

## Plot
Phineas en Ferb belanden bij het uittesten van hun nieuwste creatie, de platy-pult, per ongeluk in het hoofdkwartier van Heinz Doofenshmirtz, die net op dat moment weer in gevecht verwikkeld is met Perry. Ze vernietigen hierbij Doofenshmirtz nieuwste creatie, de Anderedimensienator. Niet wetende dat Doofenshmirtz een schurk is, bieden Phineas en Ferb aan hem te helpen het ding te herstellen. Ze maken tevens een draagbare tweede versie. Perry kan niets doen daar hij zich in het bijzijn van Phineas en Ferb voor moet doen als een normaal vogelbekdier. Nadat de machine is gemaakt, belanden Doofenshmirtz, Phineas, Ferb en Perry in een andere dimensie, die ze de 2e dimensie noemen (met hun eigen dimensie als 1e dimensie).
Deze dimensie blijkt te worden geregeerd door een alternatieve versie van Doofenshmirtz, Doof-2 genaamd, die vele malen kwaadaardiger en competenter is dan zijn tegenhanger uit de 1e dimensie. Hij heeft de Perry uit de 2e dimensie gevangen en tot zijn cyborg-slaaf gemaakt. Tevens onthult hij ten overstaan van Phineas en Ferb dat hun vogelbekdier een geheim agent is. De jongens en Perry kunnen ontsnappen uit Doof-2’s hoofdkwartier, maar Phineas is uiteraard kwaad dat Perry hen nooit iets over zijn leven als geheim agent verteld heeft. Ze proberen terug te keren naar hun eigen dimensie, maar hun draagbare Anderedimensienator werkt niet meer. Ze besluiten hun tegenhangers uit de 2e dimensie, Phineas-2 en Ferb-2, om hulp te vragen, maar ontdekken al snel dat Doof-2 de zomer verboden heeft en Phineas-2 en Ferb-2 dus nooit dingen zijn gaan uitvinden om de zomervakantie door te brengen.
Perry besluit zich over te gaan geven aan Doof-2 om zo Phineas en Ferb niet in gevaar te brengen. Phineas, Ferb, Phineas-2 en Ferb-2 belanden ondertussen bij een verzetsgroep geleid door Candace-2. Baljeet, die in deze dimensie een genie is, helpt Phineas en Ferb hun draagbare anderedimensienator te herstellen, maar Phineas en Ferb willen eerst Perry gaan bevrijden. Wel belandt via de door Baljeet geopende poort Candace in de 2e dimensie, en sluit zich aan bij de groep. Samen ondernemen ze een reddingsactie om Perry te bevrijden, maar worden hierbij zelf gevangen. Doof-2 veroordeelt de groep en Doofenshmirtz ter dood en bereidt zich voor om de 1e dimensie te gaan veroveren daar zijn eigen Anderedimensinator ook weer gemaakt is.
Perry slaagt erin om de groep te bevrijden. Allemaal keren ze terug naar de 1e dimensie voor een tegenaanval op Doof-2. Phineas en Ferb ontdekken dat Perry, wiens taak het was om bij zijn gevechten met Doofenschmirz genoeg informatie te verzamelen over diens machines zodat majoor Monogram ze na kon laten bouwen voor onderzoek, hetzelfde gedaan heeft met hun eigen uitvindingen. De computer uit Perry's hoofdkwartier herbouwt met de verzamelde gegevens een groot aantal van hun oude uitvindingen om Doof-2's leger mee te verslaan. Perry en Phineas bevechten zelf Doof-2 en de cyborg Perry. Cyborg Perry wordt door kortsluiting weer zichzelf, en Doofenshmirtz verslaat Doof-2 door hem de speelgoedtrein terug te geven die hij als kind was verloren, en wat hem ertoe aanzette zo slecht te worden. Doof-2 vernietigt al zijn robots en keert terug naar de 2e dimensie waar hij meteen wordt gearresteerd. Cyborg Perry wordt herenigd met Phineas-2 en Ferb-2. De poort naar de tweede dimensie wordt gesloten.
Nu alles achter de rug is, zal Perry Phineas en Ferb moeten verlaten daar ze zijn geheim nu kennen. Kees herinnert zich dat echter dat Doofenshmirtz' ooit een machine had gebouwd om geheugens te wissen, en gebruikt deze om iedereen de gebeurtenissen uit de film te laten vergeten. Alles is weer bij het oude. Alleen Perry herinnert zich de dag nog, en blijkt nog foto's van zijn avontuur te hebben bewaard.

## Stemverdeling

### Engelstalige stemmen
- Vincent Martella als Phineas Flynn
- Thomas Sangster als Ferb Fletcher
- Ashley Tisdale als Candace Flynn
- Dan Povenmire als Dr. Heinz Doofenshmirtz
- Dee Bradley Baker als Perry het vogelbekdier
- Jeff "Swampy" Marsh als Majoor Francis Monogram
- Alyson Stoner als Isabella Garcia-Shapiro
- Caroline Rhea als Linda Flynn-Fletcher

### Nederlandstalige stemmen
- Victor Peeters als Phineas Flynn
- Sander van der Poel als Ferb Fletcher
- Lizemijn Libgott als Candace Flynn
- Bob van der Houven als Dr. Heinz Doofenshmirtz
- Dee Bradley Baker als Perry het vogelbekdier
- Rob van de Meeberg als Majoor Francis Monogram
- Vivian van Huiden als Isabella Garcia-Shapiro
- Edna Kalb als Linda Flynn-Fletcher
- Finn Poncin als Kees

## Muziek
De soundtrack van de film, Phineas and Ferb the Movie (Dwars Door De 2de Dimensie) [Original Soundtrack] bevat 8 originele liedjes uit de film en 14 liedjes uit de serie. De uitgavedatum in Nederland is nog niet bekend. Voormalig Guns N' Roses gitarist Slash is medeauteur van een speciaal voor de film door hem opgenomen liedje getiteld Kick It Up a Notch. Het liedje I Walk Away is niet op de soundtrack beschikbaar, omdat het veel te kort was.
| 1.                    | Alles Gaat Beter Met Perry          | Vincent Martella and Thomas Sangster (with Robbie Wycoff's voice)* | 2:51 |
| 2.                    | Wat Een Mooie Dag                   | Danny Jacob*                                                       | 1:59 |
| 3.                    | Weet Je Wat Ik Wel Wil Doen Vandaag | Vincent Martella*                                                  | 2:20 |
| 4.                    | Ik Heb Een Gloednieuwe Vriend       | Dan Povenmire*                                                     | 3:43 |
| 5.                    | Je Gaat Weer Af                     | Ashley Tisdale, Alyson Stoner, and Kelly Hu*                       | 1:56 |
| 6.                    | Hey. Wat Doe Je                     | Alyson Stoner*                                                     | 2:06 |
| 7.                    | Zomer                               | Vincent Martella and Thomas Sangster*                              | 4:24 |
| 8.                    | Perry the Platypus Theme            | Randy Crenshaw                                                     | 4:40 |
| 9.                    | Takin' Care of Things               | Danny Jacob                                                        | 1:32 |
| 10.                   | Not Knowin' Where You're Going      | Jeff "Swampy" Marsh                                                | 2:24 |
| 11.                   | Een Gloednieuwe Werkelijkheid       | Danny Jacob*                                                       | 2:21 |
| 12.                   | Platen Aan Mijn Vinger              | Dan Povenmire*                                                     | 2:08 |
| 13.                   | Mysterious Force                    | Ashley Tisdale                                                     | 2:30 |
| 14.                   | Mijn Race Door Het Heelal           | Danny Jacob*                                                       | 2:46 |
| 15.                   | Kom Terug, Perry!                   | Cast of Phineas and Ferb*                                          | 3:18 |
| 16.                   | Daar in Gimmelshtump                | Dan Povenmire*                                                     | 1:57 |
| 17.                   | Als Je Lekker Zweeft                | Carmen Carter*                                                     | 1:37 |
| 18.                   | Jij Bent Ferb Niet                  | Danny Jacob*                                                       | 1:41 |
| 19.                   | Robotrel                            | Jaret Reddick, Carlos Alazraqui and Steve Zahn*                    | 5:18 |
| 20.                   | De Coolste Achtbaan                 | Vincent Martella*                                                  | 3:42 |
| 21.                   | Pluk De Dag                         | Cast of Phineas and Ferb*                                          | 2:58 |
| 22.                   | Kick It Up a Notch                  | Vincent Martella, Dan Povenmire, and Slash                         | 6:36 |
| Totale duur: 01:07:56 |                                     |                                                                    |      |

## Uitgave en ontvangst
De film trok bij de Amerikaanse televisiepremière 7,6 miljoen kijkers, en is daarmee de best bekeken televisie-uitzending voor kinderen in de leeftijd 6-11 van 2011.
De film werd met positieve reacties ontvangen. Op TV.com krijgt de film een beoordeling van 9.9. Matt Blum van the Wired.com website noemde de film een instant klassieker. Robert Lloyd van de Los Angeles Times gaf de film tevens een positieve beoordeling. Beide recensies prezen het gebruik van op volwassenen gerichte humor, waardoor de film voor alle leeftijden geschikt is.